# Superior Challenge 20
Superior Challenge 20 (även SC20 eller SC 20), var en MMA-gala som arrangerades av Superior Challenge och ägde rum klockan 19.00 CET 7 december 2019 på Fitnessfestivalen, Stockholmsmässan i Stockholm. Galan sändes på Viaplay, TV10 och Fite TV.

## Bakgrund
Matchen mellan Adam Westlund och Robin Roos på huvudkortet var det tredje försöket för de två att möta varandra. De skulle först ha mötts som amatörer när Roos var regerande svensk mästare i amatör-MMA, och Westlund var den före detta mästaren, på amatör-MMA galan i Västerås 18 augusti 2018: Fight Club Rush 3. Roos ställde in på grund av en förkylning bara dagar innan evenemanget. Nästa försök var vid proffsgalan Lord of the Cage 1 den 13 april 2019 i Gävle. Den gången blev Westlund akut sjuk och tvingades ställa in.

## Skador/Ändringar
Martin Hamlet bokades att gå sin första match sedan förlusten av Cage Warriors-titeln i lätt tungvikt den 29 juni 2019. Den 15 oktober meddelades det att hans motståndare skulle bli Prince Aounallah (14-10).
Bellator-veteranen Malin Hermansson var bokad att möta Karoline Martins (7-2). Det meddelade MMAnytt 16 september.
Dana White's Contender Series-deltagaren och submissionspecialisten, norrmannen Kenneth Bergh debuterade i Superior Challenge-sammanhang vid SC 20 meddelade MMAviking 10 oktober, och den 8 november lät SC meddela via facebook att Kenneth Berghs motståndare var österrikaren David Marcina (15-19).
Superior Challenge själva meddelade via instagram 11 oktober att svenske bantamviktaren Bartosz Wójćikiewicz skulle möta fransmannen Mathieu Morciano (6-4).
En match mellan Moraad Moreno och Gard Olve Sagen i mellanvikt offentliggjordes 16 oktober.
Fransmannen Souksavanh Khampasath (11-11) meddelades vara Michel Ersoys motståndare via instagram 28 oktober av Superior Challenge själva.
Irman Smajics motståndare offentliggjordes 1 november via facebook av Superior Challenge. Det var spanjoren Jose Agustin (6-12).
Superior Challenge meddelade 4 november via facebook att Serdar Altas fått en motståndare och att denne var peruanen Wilbert Huaman (3-6).
Nicholas "Nico" Musoke meddelade 13 november via facebook att hans match vid galan var en titelmatch och att hans motståndare skulle vara brasilianaren Marcelo Alfaya.
David Bielkheden som stod som titelförsvarare, dock utan bekräftad motståndare, ströks 15 november från det officiella kortet, och Rodrigues Jr. vs. Barnø flyttades upp till andra huvudmatch. 22 november meddelade kimura.se att Bielkheden skadat sig i axeln under träning och tvingats dra sig ur matchen. De lät även berätta att en ny matching hamnat på kortet: Fannie Redman som mötte bosniern Zejna Krantic (1-3) i flugvikt.
"Cred till Malin som inte tvekade att ta matchen 
mot en så pass meriterad fighter och cred till Karla 
som tog matchen på kort varsel. Det är en riktigt 
högkvalitativ dammatch som kommer sätta ny 
standard för svensk dam-MMA. Därför känns det 
självklart att flytta upp matchen till huvudkortet."
Den 20 november meddelade Malin Hermanssons motståndare Karoline Martins att hon skadat foten och var tvungen att dra sig ur. Den 22 november meddelade Superior Challenge att Hermansson fått en ny motståndare i form av välmeriterade, trefaldiga Muay Thai-världsmästaren och före detta Bellator-atleten venezuelanen Karla Benitez (17-14-1). När Hermansson fick en mer kvalificerad motståndare flyttades även matchen upp från underkortet till huvudkortet.
Jose Agustin var tvungen att dra sig ur sin match mot Irman Smajic på grund av en olycka han var inblandad i. Smajics nye motståndare blev istället tysken Florian Reitz (1-1).
29 november plockades den andra titelmatchen, tungviktstitelmatchen mellan Fernando Rodrigues Jr.och Nick Barnø, bort från kortet och Hamlet vs Aounallah och Bergh vs Marcina flyttades upp till andra huvudmatcher, co-main. 
En dag innan galan, 6 december 2019, skadade Smajic menisken och drog knäet ur led och tvingades dra sig ur matchen. En ersättare gick inte att hinna få fram så matchen ströks.

## Resultat
1. ↑   Match om mellanviktstiteln